# Premier League Malti 1962-1963
Il campionato era formato da otto squadre e la Valletta F.C. vinse il titolo.

## Classifica finale
| Pos. | Squadra              | G  | V  | N | P  | GF | GS | Punti |
| ---- | -------------------- | -- | -- | - | -- | -- | -- | ----- |
| 1    | Valletta F.C.        | 14 | 11 | 2 | 1  | 46 | 9  | 24    |
| 2    | Hibernians F.C.      | 14 | 10 | 1 | 3  | 35 | 11 | 21    |
| 3    | Sliema Wanderers     | 14 | 9  | 3 | 2  | 26 | 13 | 21    |
| 4    | Floriana             | 14 | 7  | 2 | 5  | 30 | 22 | 16    |
| 5    | Ħamrun Spartans F.C. | 14 | 5  | 4 | 5  | 21 | 19 | 14    |
| 6    | St. George's F.C.    | 14 | 3  | 3 | 8  | 17 | 28 | 9     |
| 7    | Rabat                | 14 | 3  | 0 | 11 | 14 | 37 | 6     |
| 8    | Birkirkara F.C.      | 14 | 0  | 1 | 13 | 8  | 58 | 1     |